# Campeonato Paulista de Futebol de 1959 - Terceira Divisão
O Campeonato Paulista de Futebol de 1959 - Terceira Divisão foi a sexta edição da competição de futebol de São Paulo e equivaleu ao terceiro nível do futebol do estado.

## Participantes
| - 9 de Julho (Getulina) - Adamantina (Adamantina) - Alfa (São Paulo) - Capivariano (Capivariano) - Corinthians (Marília) - DERAC (Itapetininga) - Guarani Saltense (Salto) - Irmãos Romano (São Bernardo do Campo) - Lapeaninho (São Paulo) - Lucélia (Lucélia) - Municipal (Vera Cruz) | - Murutinga (Muritinga do Sul) - Palmeiras (Adamantina) - Portofelicense (Porto Feliz) - Rafard (Rafard) - Rigesa (Valinhos) - Rinópolis (Rinópolis) - São Bernardo (São Bernardo do Campo) - Sorocabana (Itu) - União (Porto Feliz) |

## Premiação
| Campeonato Paulista de 1959 - Terceira Divisão |
| ---------------------------------------------- |
| Irmãos Romano Campeão (1º título)              |